# Konyrtau
Konyrtau är ett berg i Kazakstan. Det ligger i den östra delen av landet, 900 km sydost om huvudstaden Astana. Toppen på Konyrtau är 1 194 meter över havet.
Terrängen runt Konyrtau är huvudsakligen kuperad, men åt sydost är den platt. Konyrtau ligger uppe på en höjd som går i öst-västlig riktning. Runt Konyrtau är det mycket glesbefolkat, med 4 invånare per kvadratkilometer. Närmaste större samhälle är Aktuma, 4,2 km söder om Konyrtau. Trakten runt Konyrtau består i huvudsak av gräsmarker.